# Manuel Lazzari
Manuel Lazzari (ur. 29 listopada 1993 w Valdagno) – włoski piłkarz grający na pozycji pomocnika w S.S. Lazio.

## Kariera klubowa
Lazzari zaczynał karierę w Montecchio Maggiore. Później był zawodnikiem Delty Calcio Rovigo i Giacomense. 1 lipca 2013 roku został nowym zawodnikiem SPAL 2013, występującego wówczas na czwartym poziomie rozgrywkowym we Włoszech. Po 4 sezonach gry w tym klubie, udało mu się z zespołem awansować do Serie A. Jego pierwszym występem na tym poziomie było zremisowane 0:0 spotkanie rozegrane 20 sierpnia 2017 roku z Lazio. Lazzari przebywał na boisku do 88. minuty. Pierwszego gola w Serie A strzelił już w następnej kolejce, w wygranym 3:2 spotkaniu z Udinese Calcio. Lazzari wpisał się na listę strzelców w 53. minucie. Zajęli ostatecznie 17. miejsce w końcowej tabeli, dzięki czemu utrzymali się w Serie A.

## Kariera reprezentacyjna
Debiut w reprezentacji Włoch zanotował 10 września 2018 roku w przegranym 1:0 meczu z reprezentacją Portugalii. Lazzari rozegrał całe spotkanie.

## Statystyki kariery

### Klub
Stan na 19 lutego 2019 r.
| Klub                | Sezon               | Liga                | Liga  | Liga | Puchar kraju | Puchar kraju | Kontynent. | Kontynent. | Inne  | Inne | Suma  | Suma |
| Klub                | Sezon               | Division            | Mecze | Gole | Mecze        | Gole         | Mecze      | Gole       | Mecze | Gole | Mecze | Gole |
| ------------------- | ------------------- | ------------------- | ----- | ---- | ------------ | ------------ | ---------- | ---------- | ----- | ---- | ----- | ---- |
| Giacomense          | 2012/13             | Serie D             | 24    | 0    | 0            | 0            | —          | —          | 24    | 0    |       |      |
| SPAL 2013           | 2013/14             | Lega Pro            | 30    | 0    | 0            | 0            | —          | —          | 30    | 0    |       |      |
| SPAL 2013           | 2014/15             | Lega Pro            | 29    | 0    | 0            | 0            | —          | —          | 29    | 0    |       |      |
| SPAL 2013           | 2015/16             | Lega Pro            | 31    | 1    | 2            | 0            | —          | 2          | 1     | 35   | 2     |      |
| SPAL 2013           | 2016/17             | Serie B             | 39    | 0    | 2            | 0            | —          | —          | 41    | 0    |       |      |
| SPAL 2013           | 2017/18             | Serie A             | 36    | 2    | 2            | 0            | —          | —          | 38    | 2    |       |      |
| SPAL 2013           | 2018/19             | Serie A             | 23    | 0    | 1            | 0            | —          | —          | 24    | 0    |       |      |
| SPAL 2013           | Łącznie:            | Łącznie:            | 188   | 3    | 7            | 0            | 0          | 0          | 2     | 1    | 197   | 4    |
| Łącznie w karierze: | Łącznie w karierze: | Łącznie w karierze: | 212   | 3    | 7            | 0            | 0          | 0          | 2     | 1    | 221   | 4    |